# Музей української діаспори
Музей української діаспори (філія Музею історії Києва) — київський музей, експозиція якого знайомить відвідувачів з історією та мистецькою спадщиною українців світу, починаючи з перших переселенців кін. XIX ст., до представників третьої хвилі еміграції, які опинилися за межами батьківщини під час Другої світової війни, та їхніх нащадків.

## Історія заснування музею
Музей було засновано 29 травня 1999 року під назвою «Музей культурної спадщини». Він розташований у реконструйованій садибі кінця XVIII століття на вулиці Князів Острозьких, у Печерському районі Києва. Першим директором музею був Володимир Тихенко. З 2014 року заклад очолювала мистецтвознавиця Оксана Підсуха, а нині директоркою є мистецтвознавиця Ганна Лексіна. У 2015 році, з ініціативи Оксани Підсухи та наукових співробітників, музей було перейменовано на «Музей української діаспори».
Робота Музею ведеться на виконання державної програми «Закордонне українство», затвердженої указом Президента України від 24 вересня 2001 року № 892/2001.

## Діяльність
В музеї проводяться виставки та різноманітні культурно-освітні заходи. До початку повномасштабного вторгнення Росії в Україну 2022 року, в музеї діяла постійна експозиція. На постійній основі, з 2016 року в музеї діє історико-меморіальний виставковий проєкт «Наш Сікорський»
29 травня 2021 року в Музеї української діаспори відкрили оновлену постійну експозицію, присвячену історії та мистецькій спадщині українців за кордоном. Після початку повномасштабного вторгнення Росії в Україну 2022 року, музей призупинив діяльність постійної експозиції. 2024 року, з нагоди 25-річчя, в музеї було відкрито історико-мистецьку експозицію «Я вернусь до своєї Вітчизни…», яка частково відтворює постійну експозицію 2021 року.

Керівницею та кураторкою оновленої постійної експозиції стала директорка музею, мистецтвознавиця Оксана Підсуха. Серед авторів проєкту — провідний науковий співробітник музею, кандидат історичних наук Назар Розлуцький, провідна наукова співробітниця Ганна Лексіна та художник і дизайнер Володимир Таран.

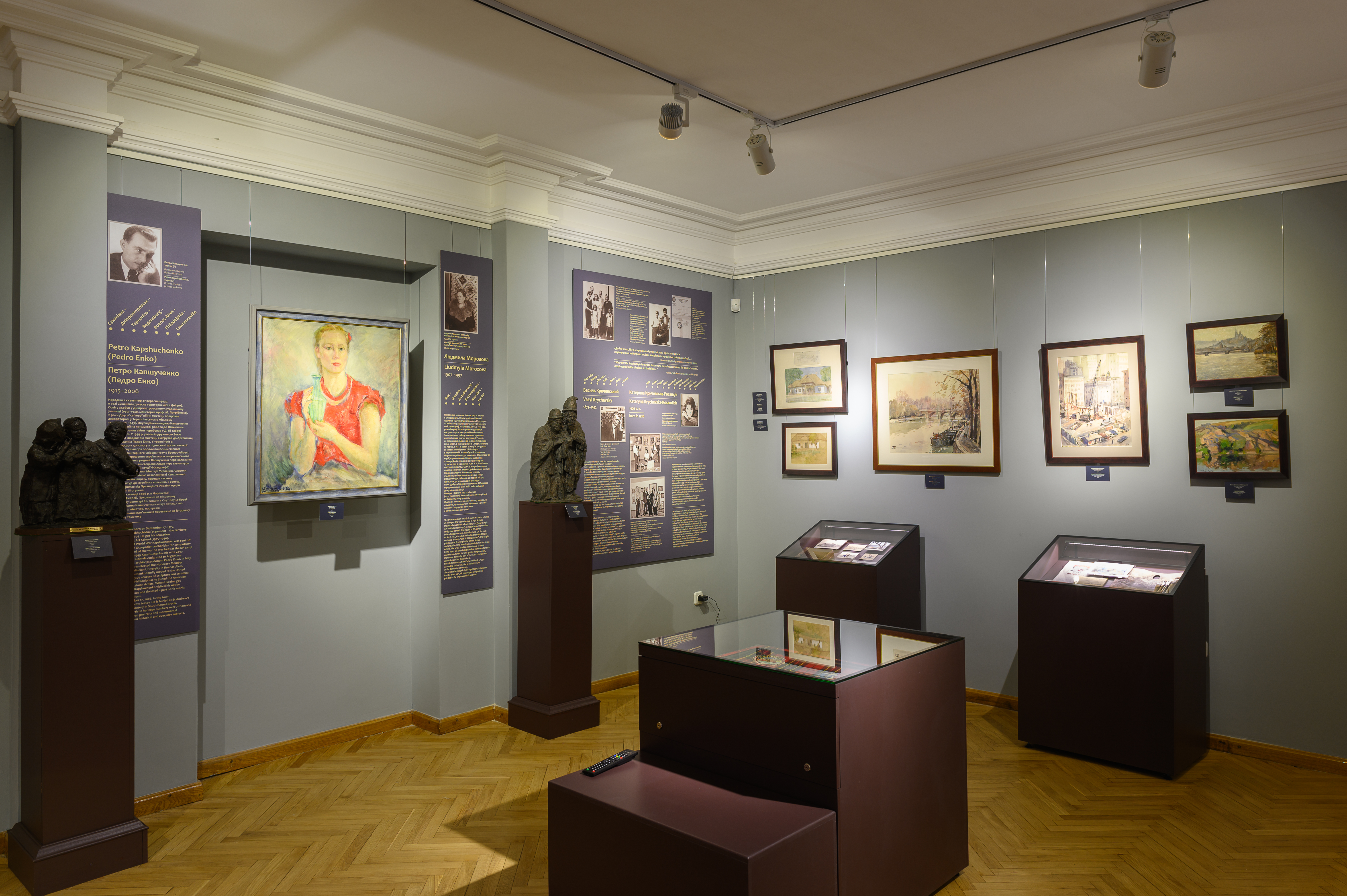
Фрагменти нової експозиції Музею української діаспори. Київ. 2021. Фото — Євген Генсюровський / Музей української діаспори

Експозиція, розташована у чотирьох залах, охоплює понад столітню історію української еміграції — від перших переселенців, які наприкінці XIX століття емігрували до Америки та Канади, до представників третьої хвилі еміграції, які залишили Україну під час Другої світової війни. У музейному просторі представлені як особисті історії емігрантів, так і діяльність українських закордонних громад, ключові події в історії політичних біженців та «неповерненців». Експонуються мистецькі твори, архівні документи та історичні артефакти.
Серед відомих діячів, представлених у музеї, — державні та політичні діячі Павло та Данило Скоропадські, останній Президент УНР в екзилі Микола Плав'юк, а також Маркіян Паславський, який народився у США, але воював за Україну та загинув у 2014 році під Іловайськом.
Окремий розділ присвячений діяльності українських емігрантських організацій, зокрема Українського Національного об'єднання в Канаді, Світового конґресу українців, Пласту та ін.
Мистецька частина експозиції включає роботи українських художників-емігрантів, зокрема, Людмили Морозової, Петра Капшученка, Олекси Булавицького, Анатоля Коломийця, Петра Кравченка, Тимофія Мессака, Степана Хвилі. Особливу увагу приділено творчій спадщині мистецької династії Кричевських, представники якої жили у Франції, США та Венесуелі.
Відвідувачі мають змогу познайомитися з діяльністю Української республіканської капели та її творця — диригента Олександра Кошиця, завдяки якому світ дізнався про музичну Україну. Розповідає музей також і про знаменитого хореографа українського походження — Сержа Лифаря.

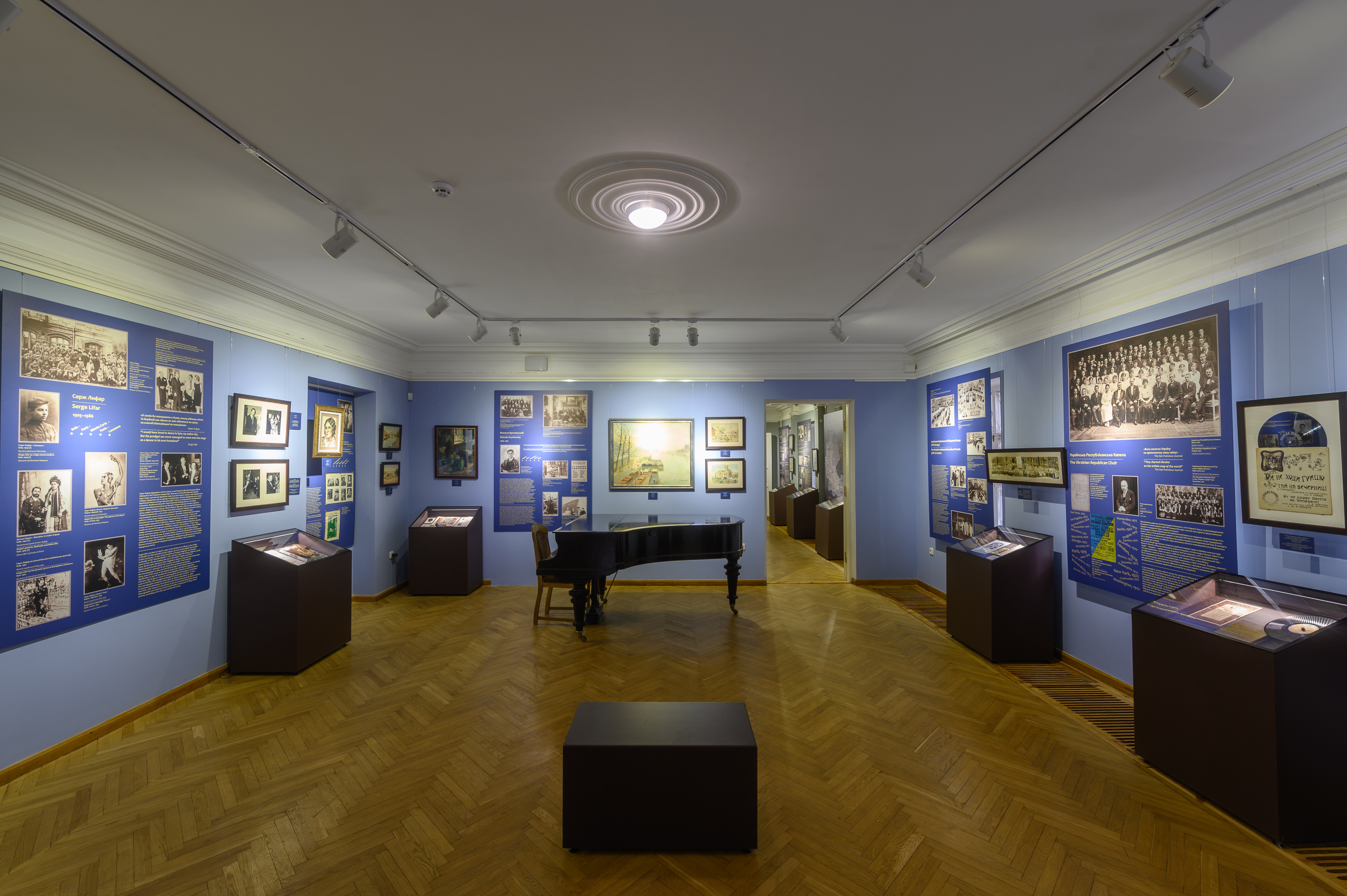
Фрагменти нової експозиції Музею української діаспори. Київ. 2021. Фото — Євген Генсюровський / Музей української діаспори

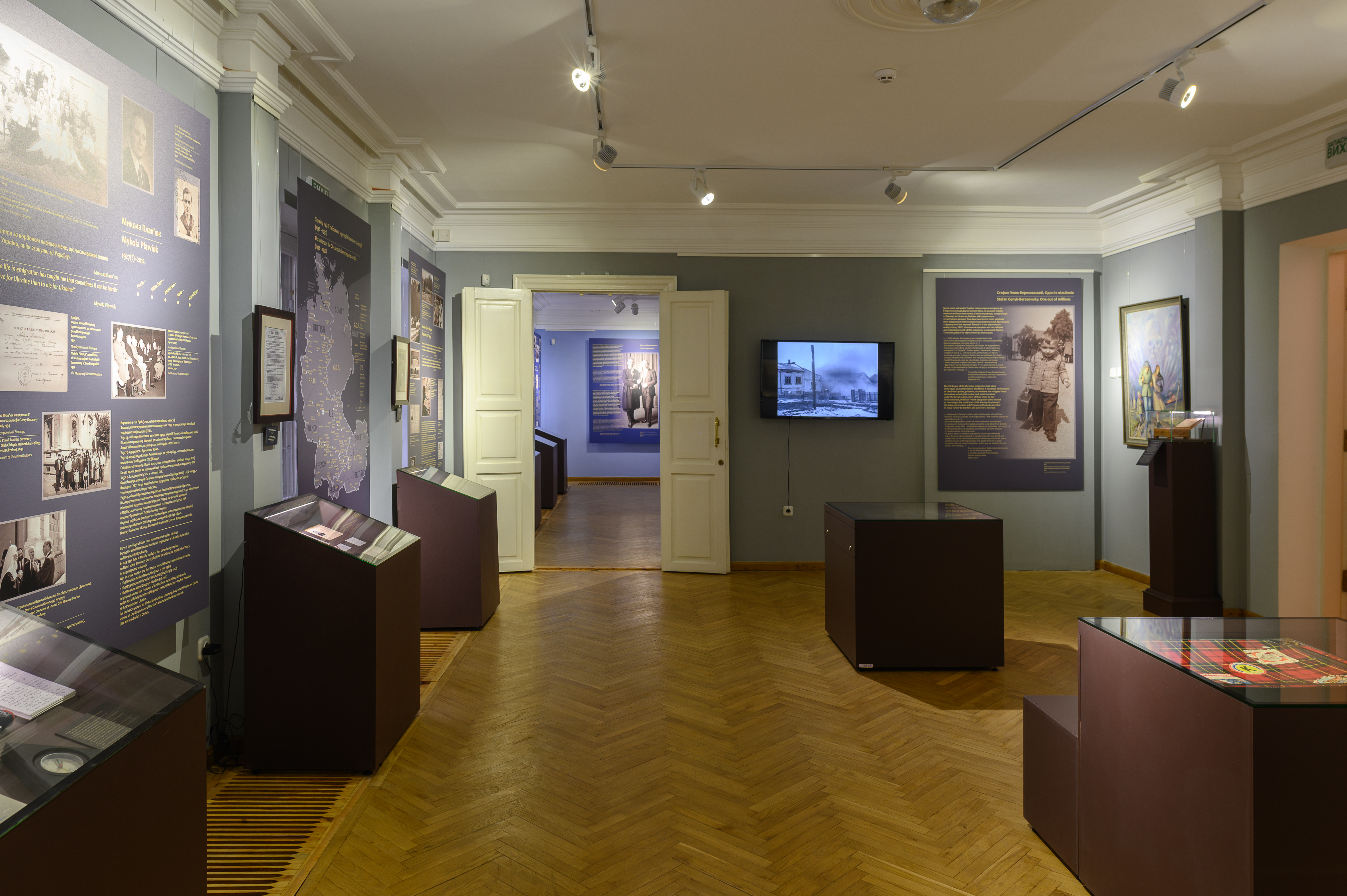
Фрагменти нової експозиції Музею української діаспори. Київ. 2021. Фото — Євген Генсюровський / Музей української діаспори

Експозиція створена на основі музейних фондів, а також матеріалів, отриманих від численних музейних та архівних інституцій і приватних колекціонерів, зокрема, з Канади, США та Австралії. Серед особливо значущих експонатів — цінні папери перших українських кредитних спілок у США, особисті речі родини Скоропадських, документи та пам'ятки з Ді-Пі таборів.
Значна частина артефактів — це нові надходження до музейної колекції, які були подаровані закладу нещодавно. Символічними експонатами є грудка української землі, яка в 1940-і роки помандрувала світом і врешті повернулася додому, а також парадний мундир американської військової академії Вест-Пойнт. Воєнна форма належала випускникові Академії Маркіяну Паславському, який народився в США, але повернувся на історичну батьківщину й героїчно загинув 2014 року під Іловайськом.
Розширюють уявлення про український світ та світову культурну спадщину мистецькі краєвиди Праги, Парижа, Нью-Йорка, австралійських каньйонів та канадійських українських поселень, а також численні твори на українську тематику.

## Виставкові проєкти Музею української діаспори
- Виставковий проєкт сучасних українських художників «Філософія міграції» (2015)[11][12][13]

- Виставка творів Катерини Кричевської-Росандіч та Олени Овчиннікової «Двічі через океан» (2015—2016)[14][15][16]
- Історико-меморіальний виставковий проєкт «Наш Сікорський» (триває з 2016 року)[17][18][19][20][21][22][23][24][25]
- Художня виставка «LIBERTY» (до 90-річчя художниці Катерини Кричевської-Росандіч) (2016—2017)[26][27]
- Виставковий проєкт «Художники-Амбасадори. Українська Австраліана» (до 25-річчя встановлення дипломатичних відносин між Австралією і Україною та 70-річчя поселення українців в Австралії) (2017)[28][29][30][31]
- Художня виставка «Марія Примаченко. Від Болотні до Парижа» (2017—2018)[32]
- Виставковий проєкт «Дарую Києву. Серж Лифар» (2017—2018)[33]
- Виставковий проєкт «Микола Кричевський. Мистець і світ» (2018—2019)[34][35][36]
- Виставка «Нью-Йорк — Іловайськ. Вибір» (пам'яті Маркіяна Паславського) (2019)[37][38][39]
- Виставковий проєкт єврейських українських художників «Єврейський погляд» (2020)[40][41]
- Виставковий проєкт «Олександр Савченко-Більський. У колі паризьких друзів» (2020)[42][43]
- Міжмузейний виставковий проєкт «Катерина Кричевська-Росандіч. Дороги. Straßen. Roads» (2021)[44][45][46][47][48][49]
- Виставковий проєкт «Казки мандрівниці Емми» (до 90-річчя художниці Емми Андієвської) (2021)[50]
- Виставковий проєкт українських митців, які виїхали з України через повномасштабне вторгнення «П'ята хвиля» (2022)[51][52][53]
- Історико-мистецький виставковий проєкт «Зимова діасПора» (2022—2023)[54][55]
- Персональна художня виставка Олени Овчиннікової «Memento Vitae» (2023)[56][57]
- Виставковий проєкт «Кричевський. Саєнко. Майстер і учень» (2023—2024)[58]
- Художня виставка Олександра Стахова-Шульдиженка «Під небом Лондона» (2024)[59]
- Виставка творів українських французьких художників «Українці на Монмартрі» (2024)[60]Фрагмент експозиції виставки «Дороги і люди» (у межах проєкту «Катерина Кричевська-Росандіч. Дороги. Straßen. Roads»). Музей української діаспори. 29 липня 2021. Фото — Євген Генсюровський / Музей української діаспори

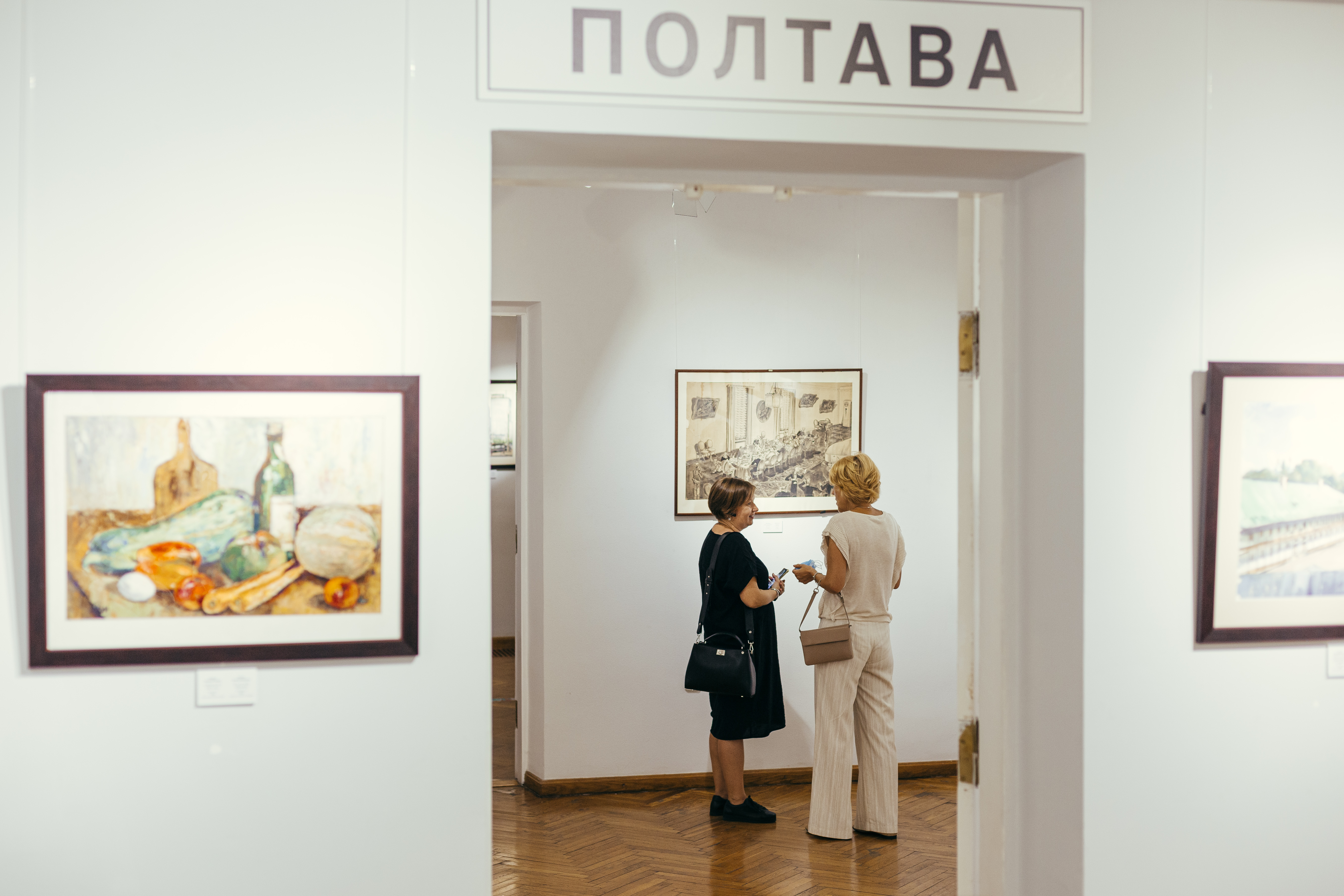
Фрагмент експозиції виставки «Дороги і люди» (у межах проєкту «Катерина Кричевська-Росандіч. Дороги. Straßen. Roads»). Музей української діаспори. 29 липня 2021. Фото — Євген Генсюровський / Музей української діаспори

## Видавничі проєкти Музею української діаспори

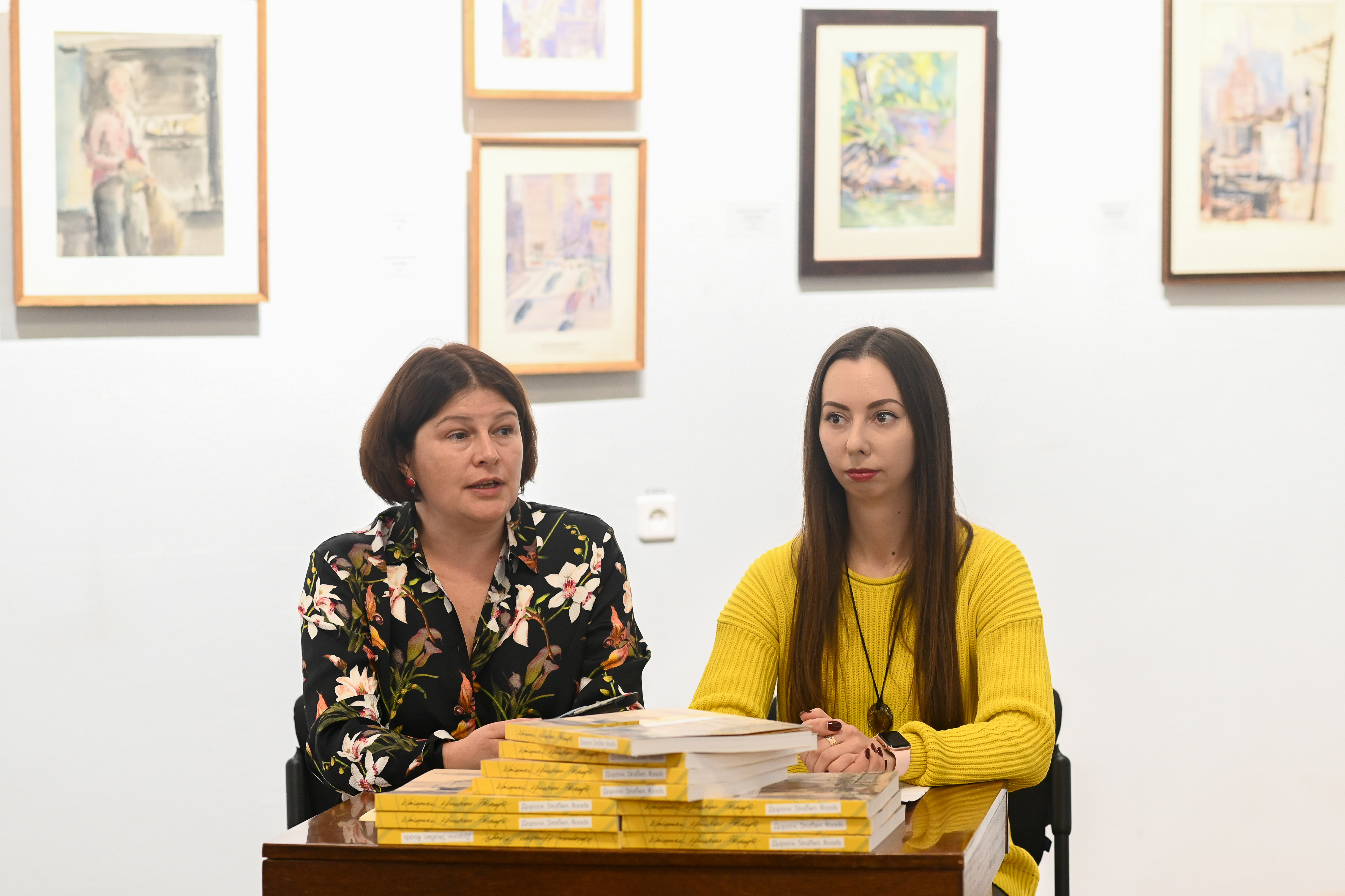
Оксана Підсуха та Ганна Лексіна презентують видання «Катерина Кричевська-Росандіч. Дороги. Straßen. Roads» в Національному музеї «Київська картинна галерея». 12 жовтня 2021. Фото — Євген Генсюровський / Музей української діаспори

- «Українська Австраліана» — спецвипуск журналу «Антиквар» (2017)
- Альбом «Микола Кричевський. Мистець і світ» (2018)
- Книга спогадів Сержа Лифаря «Роки жнив» (2020)
- Каталог виставки «Єврейський погляд» (2020)
- Альбом «Катерина Кричевська-Росандіч. Дороги. Straßen. Roads» (2021)

## Віртуальний музей української діаспори[61]
Освітня та науково-просвітницька веб-платформа, створена з метою оприлюднення оцифрованої колекції Музею української діаспори та його партнерів, поширення знань про історію та культурні надбання світового українства, діяльність українських інституцій світу та видатних особистостей українського походження, публікації наукових та науково-просвітницьких матеріалів на теми діаспори, інформування про події та новини в глобальному українському світі.
Місія віртуального музею української діаспори

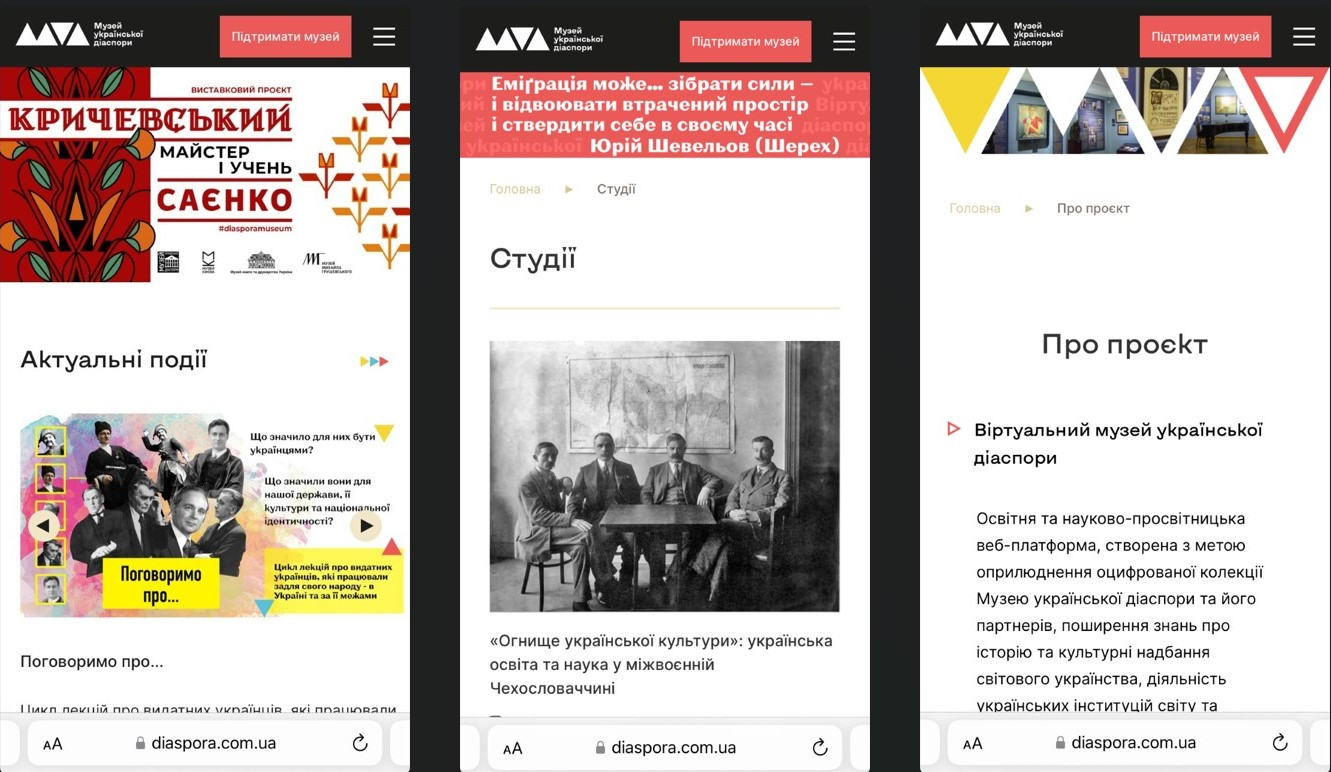
The Virtual Museum of Ukrainian Diaspora website

Зберігати історію та культуру світових українців, зміцнювати національну самосвідомість, об'єднувати українців світу, посилювати позитивний міжнародний імідж України.
Засновники та партнери віртуального музею української діаспори
Засновники — Музей української діаспори (м. Київ, Україна) та Міжнародний благодійний фонд світових українців «Діаспора».
Партнери — Центр української культури та освіти «Осередок» (Вінніпег, Канада), Національний український музей Чикаго (США), Українська вільна академія наук (Нью-Йорк, США). До кола партнерів залучатимуться й інші інституції та приватні особи.
Колекція віртуального музею української діаспори
Базується на фондах Музею української діаспори, а також вміщує вибрані предмети зі збірок партнерських інституцій та приватних осіб. До колекції залучатимуться експонати, які знайомлять з історією та культурними надбаннями українців світу, а також ті, що відображають історію та культуру України та зберігаються в діаспорних інституціях.
Колекція згрупована за видами експонатів. Також виділені окремі тематичні чи меморіальні розділи, зокрема, присвячені останньому Президенту УНР в екзилі Миколі Плав'юку, диригенту та композитору Олександрові Кошицю, мистецькій династії Кричевських, українцям в Канаді та українцям в Австралії.
Розділ «Імена»
Формується на основі доступних фондів та розповідає про представників трьох хвиль еміграції з України, які залишили помітний слід у різних царинах життєдіяльності, а також повертає в контекст української історії та культури майже забутих вихідців із України.
Віртуальний музей української діаспори також оприлюднює інформацію про колекції світової україніки, які зберігаються в різних музеях та архівах, публікує галузеві наукові дослідження, анонсує тематичні події тощо.